# Boston Society of Film Critics Award für den besten Film
Die Gewinner des Boston Society of Film Critics Award für den besten Film.

## Gewinner

### 1980er Jahre
| Jahr | Gewinner                                            | Regisseur(e)               |
| ---- | --------------------------------------------------- | -------------------------- |
| 1980 | Wie ein wilder Stier                                | Martin Scorsese            |
| 1981 | Asphalt-Haie                                        | Héctor Babenco             |
| 1982 | E.T. – Der Außerirdische                            | Steven Spielberg           |
| 1983 | Die Nacht von San Lorenzo (La notte di San Lorenzo) | Paolo und Vittorio Taviani |
| 1984 | The Killing Fields – Schreiendes Land               | Roland Joffé               |
| 1985 | Ran                                                 | Akira Kurosawa             |
| 1986 | Blue Velvet                                         | David Lynch                |
| 1987 | Hope and Glory                                      | John Boorman               |
| 1988 | Annies Männer                                       | Ron Shelton                |
| 1989 | Verbrechen und andere Kleinigkeiten                 | Woody Allen                |

### 1990er Jahre
| Jahr | Gewinner                                  | Regisseur(e)      |
| ---- | ----------------------------------------- | ----------------- |
| 1990 | GoodFellas – Drei Jahrzehnte in der Mafia | Martin Scorsese   |
| 1991 | Das Schweigen der Lämmer                  | Jonathan Demme    |
| 1992 | Erbarmungslos                             | Clint Eastwood    |
| 1993 | Schindlers Liste                          | Steven Spielberg  |
| 1994 | Pulp Fiction                              | Quentin Tarantino |
| 1995 | Sinn und Sinnlichkeit                     | Ang Lee           |
| 1996 | Trainspotting – Neue Helden               | Danny Boyle       |
| 1997 | L.A. Confidential                         | Curtis Hanson     |
| 1998 | Out of Sight                              | Steven Soderbergh |
| 1999 | Three Kings – Es ist schön König zu sein  | David O. Russell  |

### 2000er Jahre
| Jahr | Gewinner                                                 | Regisseur(e)               |
| ---- | -------------------------------------------------------- | -------------------------- |
| 2000 | Almost Famous – Fast berühmt                             | Cameron Crowe              |
| 2001 | Mulholland Drive – Straße der Finsternis                 | David Lynch                |
| 2002 | Der Pianist                                              | Roman Polański             |
| 2003 | Mystic River                                             | Clint Eastwood             |
| 2004 | Sideways                                                 | Alexander Payne            |
| 2005 | Brokeback Mountain                                       | Ang Lee                    |
| 2006 | Departed – Unter Feinden                                 | Martin Scorsese            |
| 2007 | No Country for Old Men                                   | Ethan und Joel Coen        |
| 2008 | Slumdog Millionär WALL·E – Der Letzte räumt die Erde auf | Danny Boyle Andrew Stanton |
| 2009 | Tödliches Kommando – The Hurt Locker                     | Kathryn Bigelow            |

### 2010er Jahre
| Jahr | Gewinner                   | Regisseur(e)         |
| ---- | -------------------------- | -------------------- |
| 2010 | The Social Network         | David Fincher        |
| 2011 | The Artist                 | Michel Hazanavicius  |
| 2012 | Zero Dark Thirty           | Kathryn Bigelow      |
| 2013 | 12 Years a Slave           | Steve McQueen        |
| 2014 | Boyhood                    | Richard Linklater    |
| 2015 | Spotlight                  | Tom McCarthy         |
| 2016 | La La Land                 | Damien Chazelle      |
| 2017 | Der seidene Faden          | Paul Thomas Anderson |
| 2018 | If Beale Street Could Talk | Barry Jenkins        |
| 2019 | Little Women               | Greta Gerwig         |

### 2020er Jahre
| Jahr | Gewinner        | Regisseur(e)      |
| ---- | --------------- | ----------------- |
| 2020 | Nomadland       | Chloé Zhao        |
| 2021 | Drive My Car    | Ryūsuke Hamaguchi |
| 2022 | Return to Seoul | Davy Chou         |
| 2023 | The Holdovers   | Alexander Payne   |